# Schäffer-Reaktion
Die Schäffer-Reaktion oder Schäffersche Kreuzungsreaktion ist eine in der Mykologie verwendete Farbreaktion, die zur Bestimmung von Champignon-Arten eingesetzt wird. Die Reaktion wurde vom deutschen Mykologen Julius Schäffer gefunden und 1933 veröffentlicht. Mit reinem Anilin oder Anilin-Wasser (einer gesättigten Lösung von Anilin in Wasser) wird mit Hilfe einer Pipette oder eines Glasstabes eine 10–20 mm lange Linie auf der Huthaut des zu untersuchenden Pilzes, kreuzweise darüber wird eine Linie mit konzentrierter Salpetersäure gezogen. Im Falle einer positiven Reaktion färbt sich die Kreuzungsstelle orangegelb oder sattorange bis feuerrot. Der Test kann auch noch an getrockneten Pilzen durchgeführt werden. Wegen der Giftigkeit und Kanzerogenität von Anilin wird in neuerer Literatur zum Verzicht auf die Schäffer-Reaktion geraten. Seit 2020 gibt es als Alternative den Schäffer-Pöppel-Test auf der Basis von Sulfanilsäure. Dieser Test ist toxikologisch und gefahrentechnisch wesentlich unbedenklicher. Im Falle einer positiven Reaktion zeigt sich nach 2–5 min wie im klassischen Test eine orangegelbe bis feuerrote Färbung.